# Iglesia de Santo Domingo (Güímar)
La iglesia de Santo Domingo se encuentra en el término municipal de Güímar, isla de Tenerife (Canarias, España). Se corresponde con la capilla del antiguo convento dominico de Santo Domingo.
Es bien de interés cultural, con categoría de monumento, desde 2008.

## Historia
En 1649 se inició la construcción del convento de Santo Domingo In Soriano con el objeto de acoger a la Virgen de Candelaria en los casos de ataques piráticos.
El 19 de abril de 1775 sufrió un incendio donde quedó parcialmente destruido. Se salvó la imagen del Santo Patriarca y el Santísimo Sacramento. La más antigua y venerada, la Virgen del Rosario, fue restaurada ese mismo año por Rodríguez de la Oliva.
En 1938, tras la Desamortización de Mendizábal, el edificio del convento pasa a tener diversos usos, entre los que se encuentran servir de escenario a un circo ambulante o como acuartelamiento temporal.
Finalmente, la mayor parte de lo que fue el convento se destinó para uso del actual Ayuntamiento. La capilla fue reabierta al culto en 1961 por el Obispo Domingo Pérez Cáceres.

## Descripción
El templo presenta una planta de cruz latina y nave única adosada al costado norte del claustro conventual. La portada, orientada hacia el este, es de composición vertical, con una faja de cantería quecomprende dos huecos de medio punto superpuestos: la puerta y un lucernario superior. El primer cuerpo consta de un arco de medio punto sobre pilastras toscanas cajeadas, que se vuelven a proyectar sobre las dovelas del arco, hasta alcanzar la cornisa, retranqueada por los extremos en correspondencia con los capiteles. Sobre ellas se desarrollan unos perillones o pináculos, ya en el segundo cuerpo, donde se repite el mismo esquema, solo que a menor escala, rematando en dos volutas y una cruz.
El hastial tiene forma triangular, acusando las vertientes del tejado. Es digno de reseña el alero de cantería, solución adoptada para el resto de la iglesia y convento, compuesto por una moldura cuartocircular que sirve de transición entre los paramentos y las hileras de teja.
En el interior, el cañón de la nave dispone de un artesonado de par y nudillo, con ocho tirantes simples apeados por canes de talla avolutada. Ocultando el artesonado, el crucero aparece cubierto por una bóveda vaída sobre pechinas, algo inusual en este tipo de iglesias. Las capillas colaterales disponen de artesonados ochavados sobre pechinas y con harneruelo plano. La Capilla Mayor se eleva sobre tres gradas. El artesonado, de similar factura que los anteriores, aparece velado por una cubierta de cañizo y yeso. Hacia el lado del Evangelio, en la Capilla Mayor, se ubica la sacristía, con acceso a través de un arco de medio punto. Una ancha escalera de dos tramos con descansillo conduce desde la sacristía hasta el camarín de la Virgen, en la trasera de la capilla mayor. Dos artesonados similares, con falsos techos de caña y yeso se suceden, separados por dos arcos de madera sujetos por pies derechos, entre el hueco de la escalera y el camarín. Este camarín, que fuera diseñado para acoger a la Virgen de Candelaria en caso de rebato, dispone de una hornacina, en la pared posterior, y de unos raíles que conducen al nicho, móvil, del altar mayor, de forma que la imagen pudiera retirarse de éste hacia atrás.

## Bienes muebles vinculados
- Señor del Huerto, escultura de vestir, siglos XVIII-XIX, autor anónimo. Ubicación: Lado de la Epístola, a los pies de la iglesia, primera hornacina de la pared.
- San José con el Niño, imagen de bulto redondo, siglo XVIII, autor anónimo. Ubicación: Pared de la Epístola, segunda hornacina de la nave.
- San Antonio Abad, escultura de bulto redondo. Autor: José Rodríguez de la Oliva, siglo XVIII. Ubicación: Pared del Evangelio, segunda hornacina.
- Retablo de la Capilla de la Epístola, siglo XVIII-XIX, autor anónimo.
- Santo Domingo de Guzmán, imagen de vestir, siglo XVIII, atribuida a Luján Pérez. Ubicación: Hornacina central del retablo, capilla colateral de la Epístola.
- Niño Jesús, escultura de bulto redondo, autor anónimo. Ubicación: Hornacina de la predela, retablo de la capilla colateral de la Epístola.
- Santo Tomás de Aquino, óleo sobre lienzo, autor anónimo, siglo XVIII. Ubicación: Presbiterio.
- San Pedro de Verona, óleo sobre lienzo, autor anónimo, siglo XVIII. Ubicación: Presbiterio.
- Retablo de Nuestra Señora del Rosario, autor anónimo, siglo XVIII. Ubicación: Testero de la Capilla Mayor.
- Nuestra Señora del Rosario, escultura de vestir. Autor: José Rodríguez de la Oliva, siglo XVIII. Ubicación: Hornacina central del retablo homónimo.
- Retablo de la Capilla del Evangelio, siglo XVIII-XIX, autor anónimo.
- Nazareno, escultura de vestir, siglo XVII, autor anónimo. Ubicación: Hornacina central del retablo, capilla colateral del Evangelio.
- Cáliz de plata repujada, siglo XVIII. Ubicación: Sacristía.
- Copón de plata repujada, siglo XVIII. Ubicación: Sacristía.

## Galería

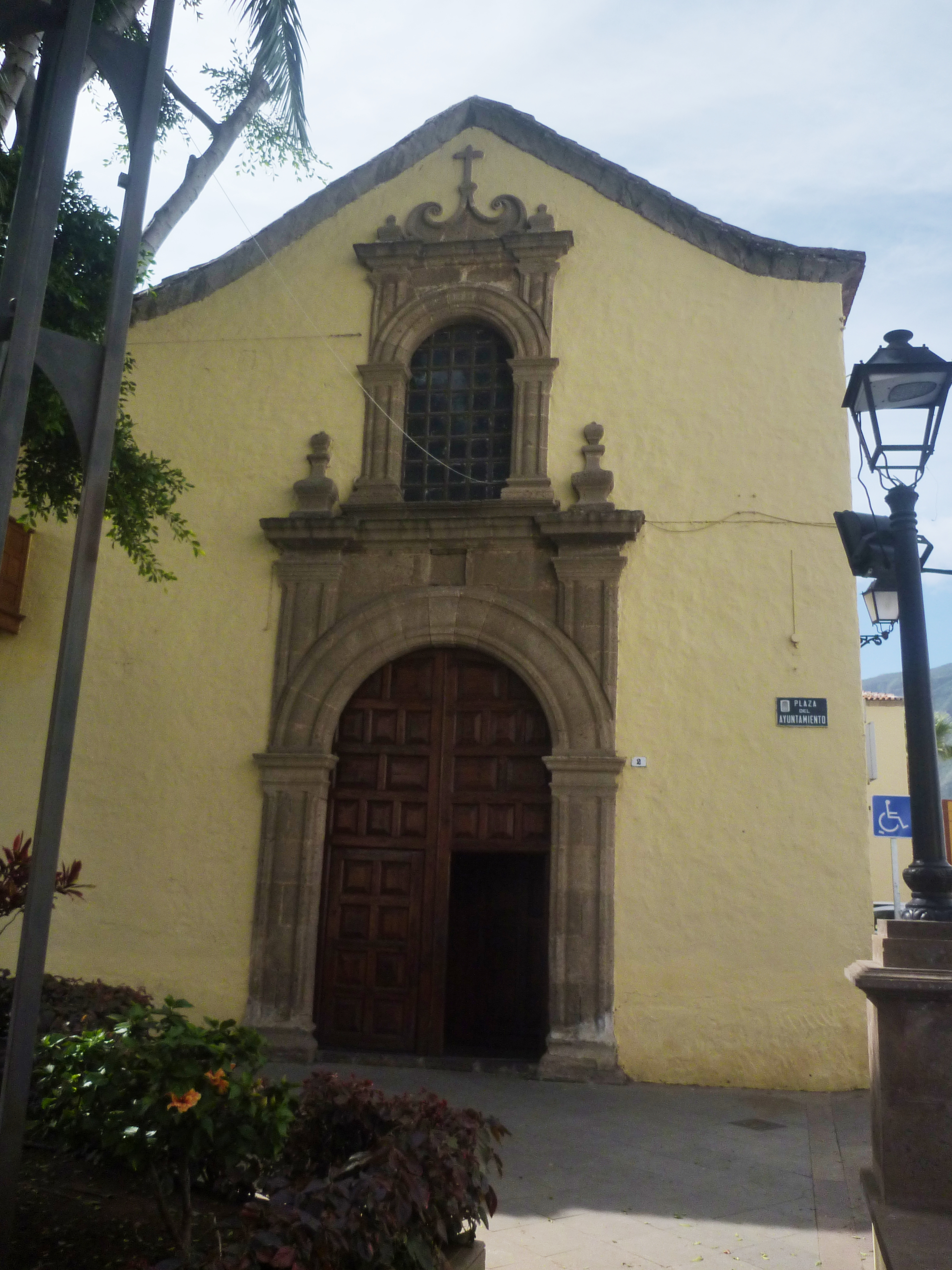
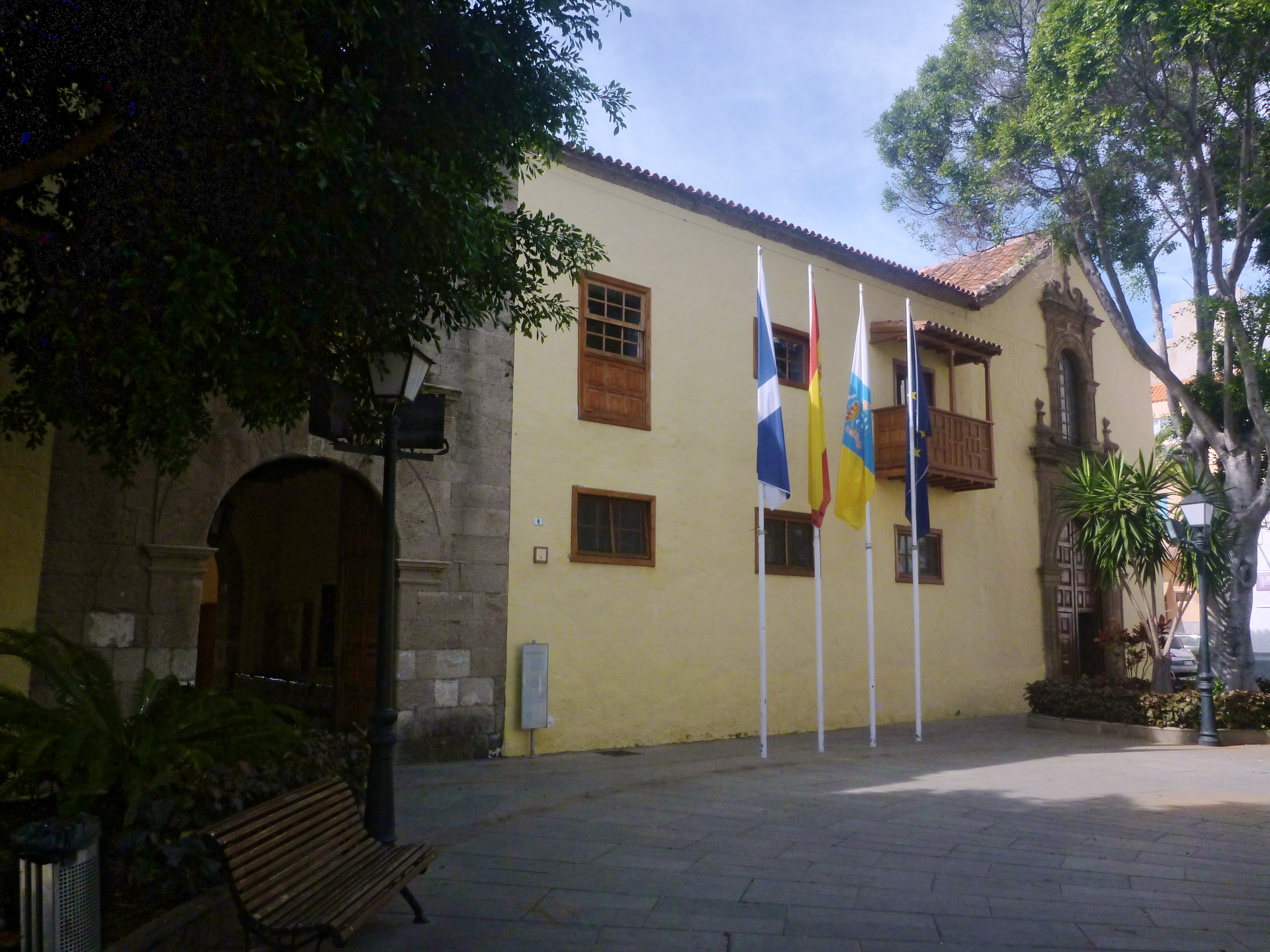
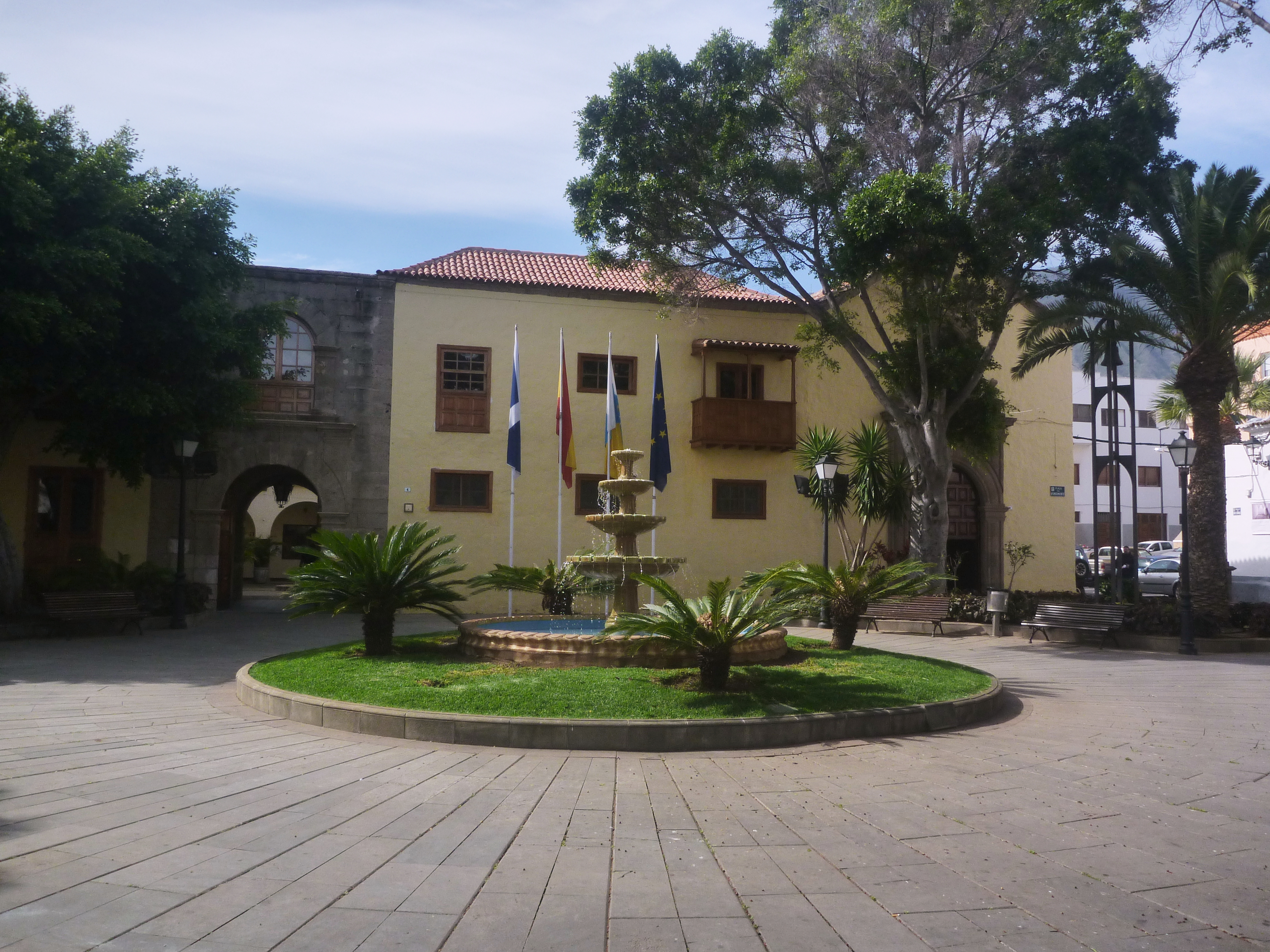